# Karim
Karim är ett mansnamn som är mycket vanligt namn i Nordafrika och i andra muslimska länder. På arabiska betyder det generös. En alternativ transkription är Kareem.